# ويليام دي غروت
ويليام دي غروت هو نحات بلجيكي، ولد في 1836 في بروكسل في بلجيكا، وتوفي بنفس المكان في 1922.

## معرض صور

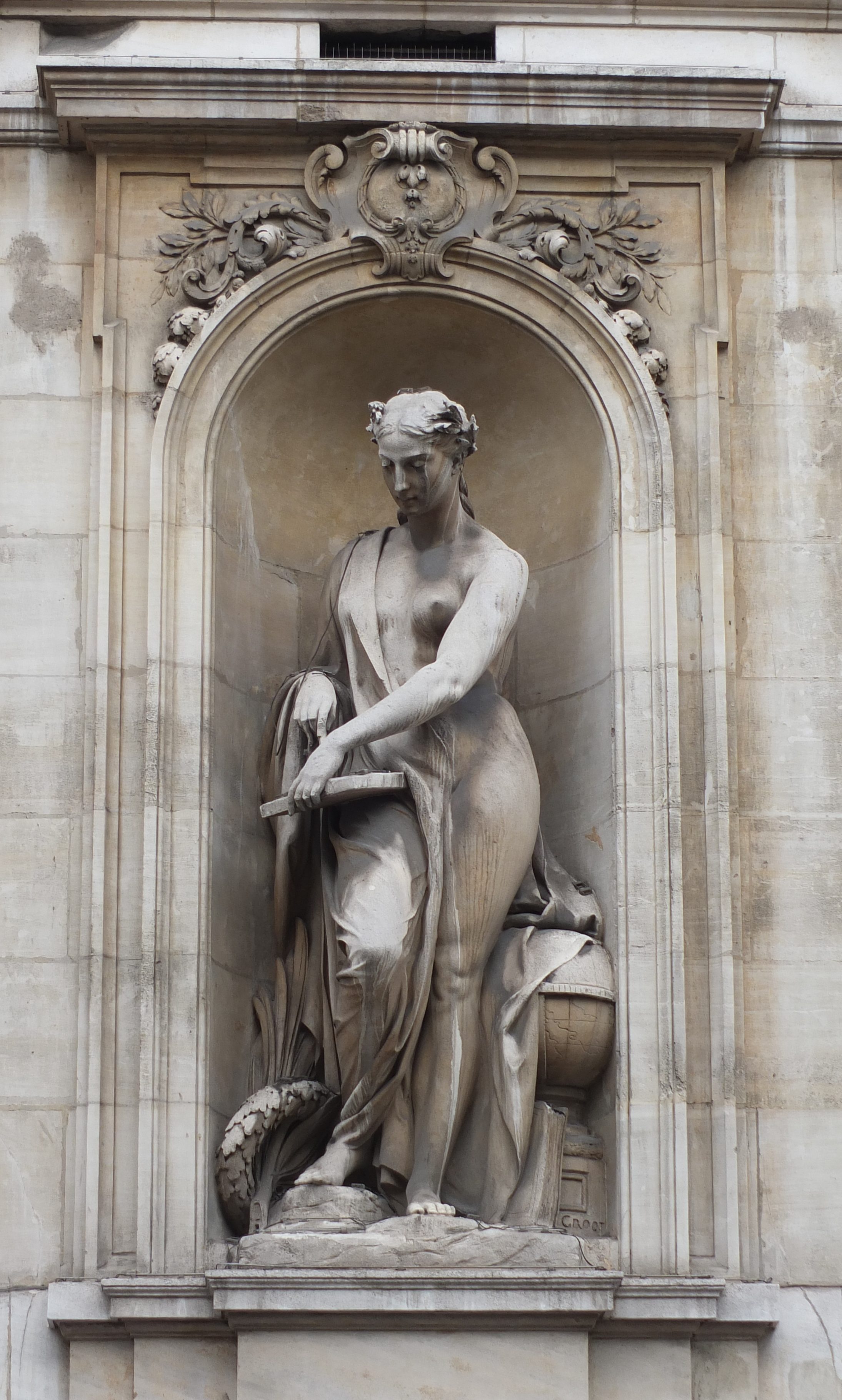
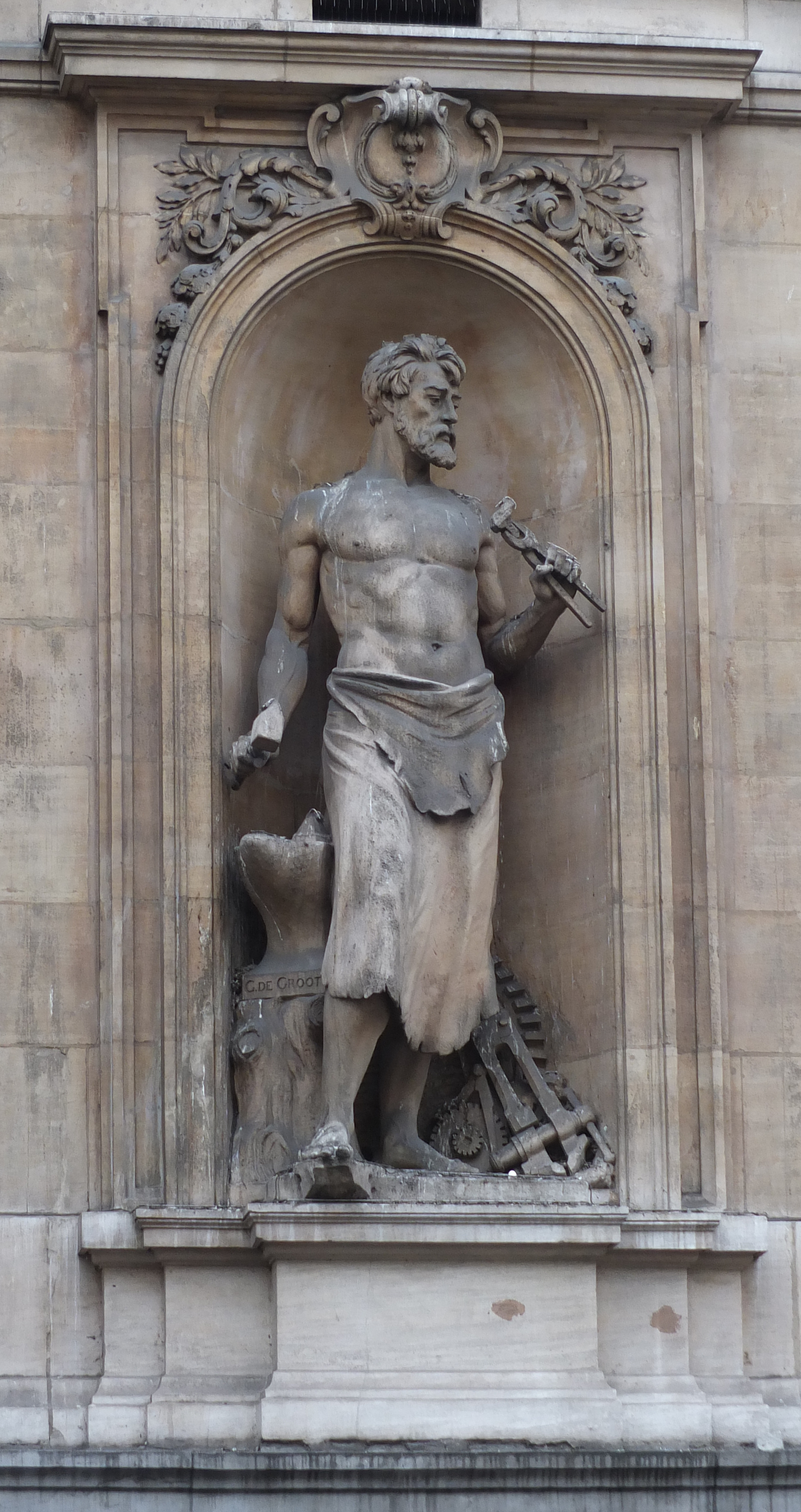
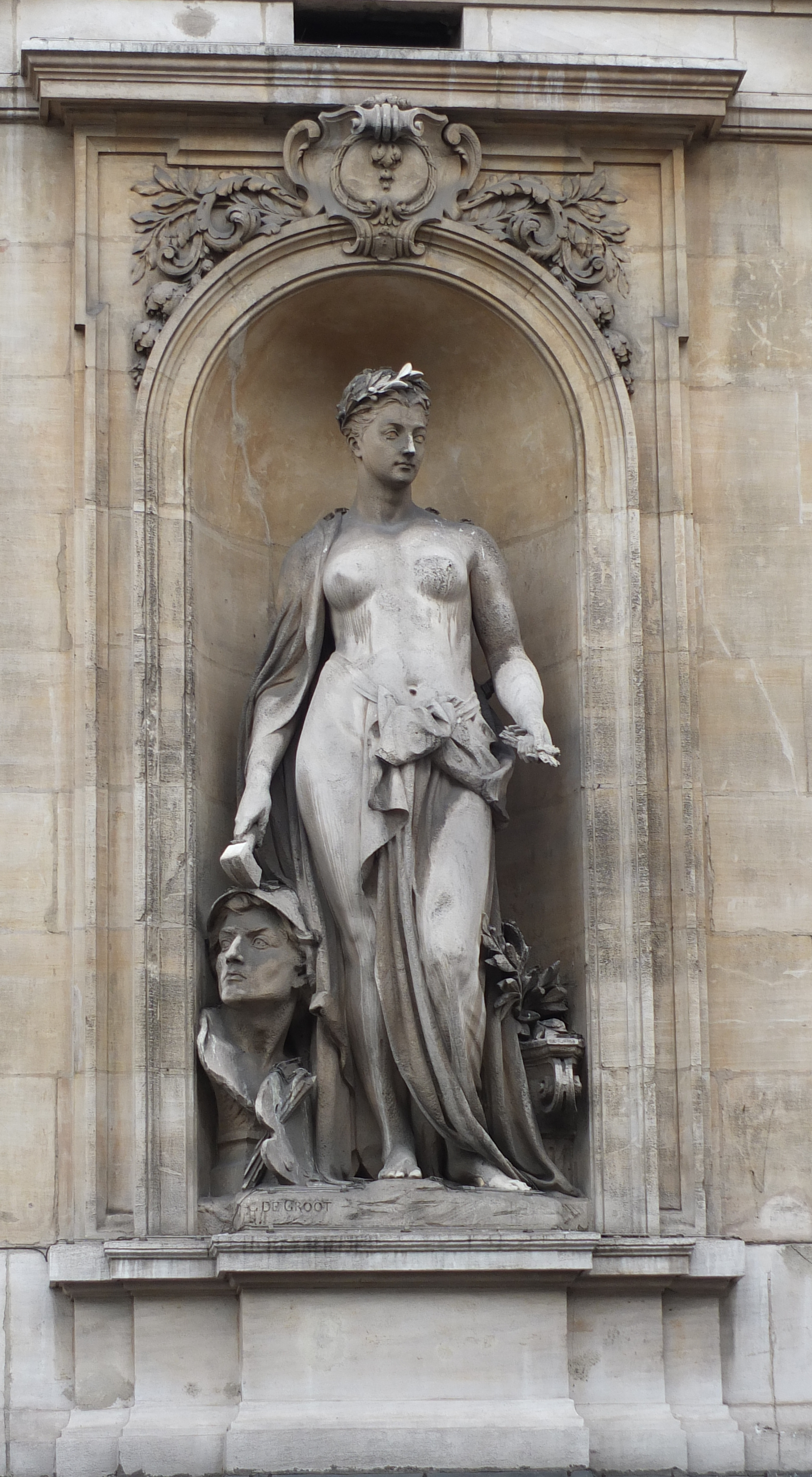
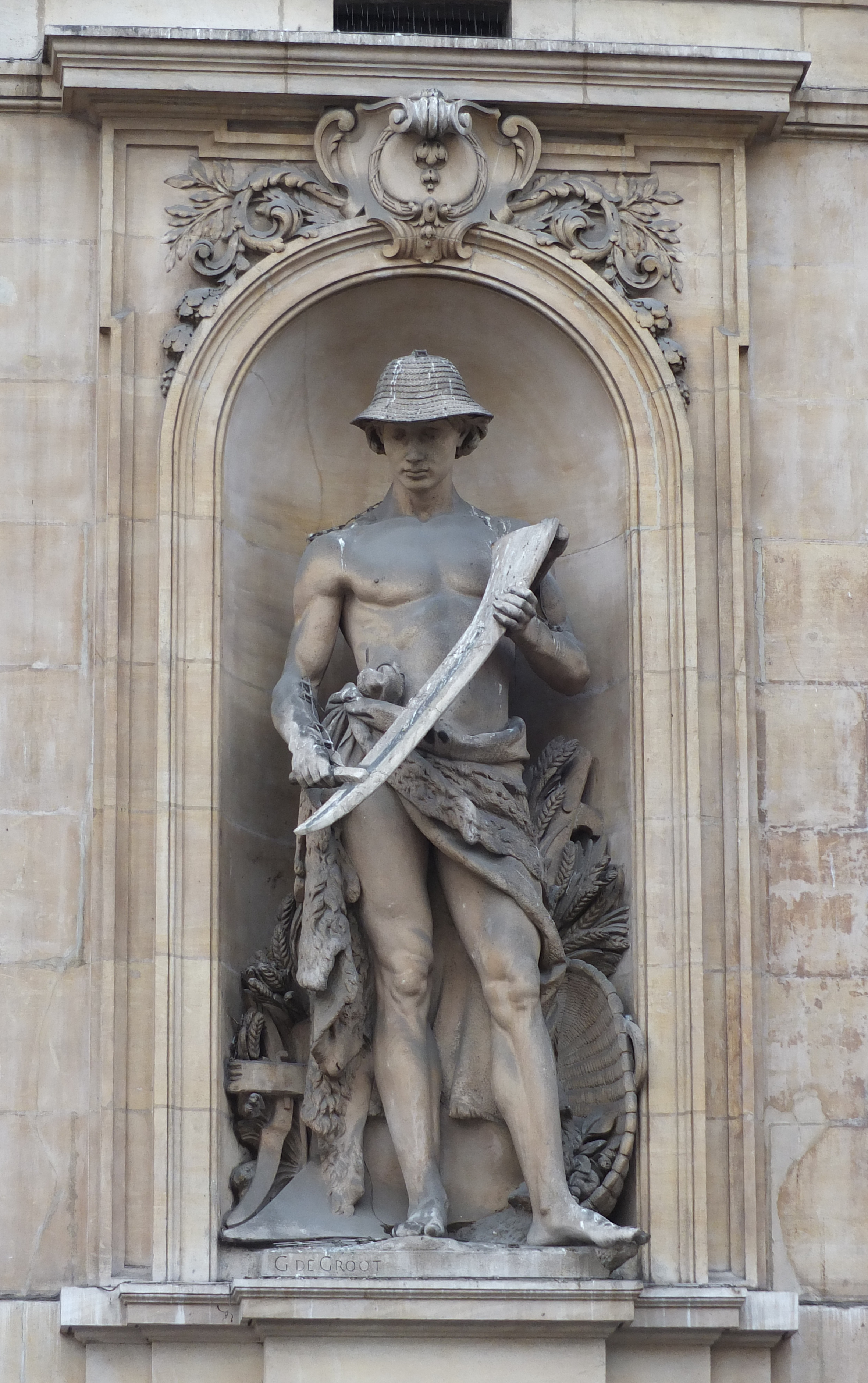